# HLA-B67
HLA-B67 هو نمط مصلي من مستضد الكريات البيضاء البشرية-ب.